# プレブル (ミサイル駆逐艦・2代)
|          |                                                                                              |
| 艦歴     |                                                                                              |
| 発注     | 1996年12月13日                                                                               |
| 起工     | 2000年6月22日                                                                                |
| 進水     | 2001年6月1日                                                                                 |
| 就役     | 2002年11月9日                                                                                |
| 退役     |                                                                                              |
| その後   | 就役中                                                                                       |
| 要目     |                                                                                              |
| 排水量   | 9,648 トン                                                                                   |
| 全長     | 155.3 m (509 ft 6in)                                                                         |
| 全幅     | 20.1 m (66 ft)                                                                               |
| 吃水     | 9.4 m (31 ft)                                                                                |
| 機関     | COGAG方式                                                                                    |
| 機関     | LM 2500-30ガスタービンエンジン (27,000shp) ×4基                                              |
| 機関     | 可変ピッチプロペラ（5翔）×2軸                                                                |
| 最大速   | 31ノット                                                                                     |
| 航続距離 | 4,400 海里（20ノット時）                                                                     |
| 乗員     | 士官、兵員 380名                                                                             |
| 兵装     | Mk.45 mod.4 5インチ単装砲 ×1基                                                               |
| 兵装     | Mk.38 25mm単装機関砲 ×2基                                                                    |
| 兵装     | Mk.15 20mmCIWS×1基                                                                           |
| 兵装     | M2 12.7mm機銃 ×4挺                                                                           |
| 兵装     | Mk.41 mod.7 VLS ×96セル - SM-2MR SAM - ESSM 短SAM - VLA SUM - トマホーク SLCM などを発射可能 |
| 兵装     | Mk.32 3連装短魚雷発射管×2基                                                                  |
| 艦載機   | MH-60R×2機搭載可能                                                                           |
| C4ISTAR  | AWS B/L 6 (Mk.99 GMFCS×3基)                                                                  |
| C4ISTAR  | AN/SQQ-89A(V)15                                                                              |
| センサ   | AN/SPY-1D(V) 多機能レーダー×4面                                                              |
| センサ   | AN/SPS-67 対水上レーダー×1基                                                                 |
| センサ   | AN/SQS-53C(V)1艦首装備ソナー                                                                 |
| 電子戦   | AN/SLQ-32(V)3 ESM/ECM装置                                                                    |
| 電子戦   | Mk 36 SRBOC デコイ発射機                                                                     |
| モットー | Intrepid Patriot                                                                             |

プレブル (英語: USS Preble, DDG-88) は、アメリカ海軍のミサイル駆逐艦。アーレイ・バーク級ミサイル駆逐艦の38番艦。艦名はエドワード・プレブル代将に因む。その名を持つ艦としては6隻目。

## 艦歴
2001年6月1日に進水し、2002年11月9日に就役した。
2019年2月11日、同型艦「スプルーアンス」と共に南沙諸島近海で航行の自由作戦を決行した。
同年5月22～23日には補給艦「ウォルター・S・ディール」とともに台湾海峡を通過。中華人民共和国はこれに抗議した。
2024年8月1日、同型艦である「ベンフォールド」と交代する形で日本の横須賀基地に配備されると発表された。入港の時期について未定としている。
同年10月12日、横須賀基地に到着、正式に配備された。